# Vafþrúðnismál

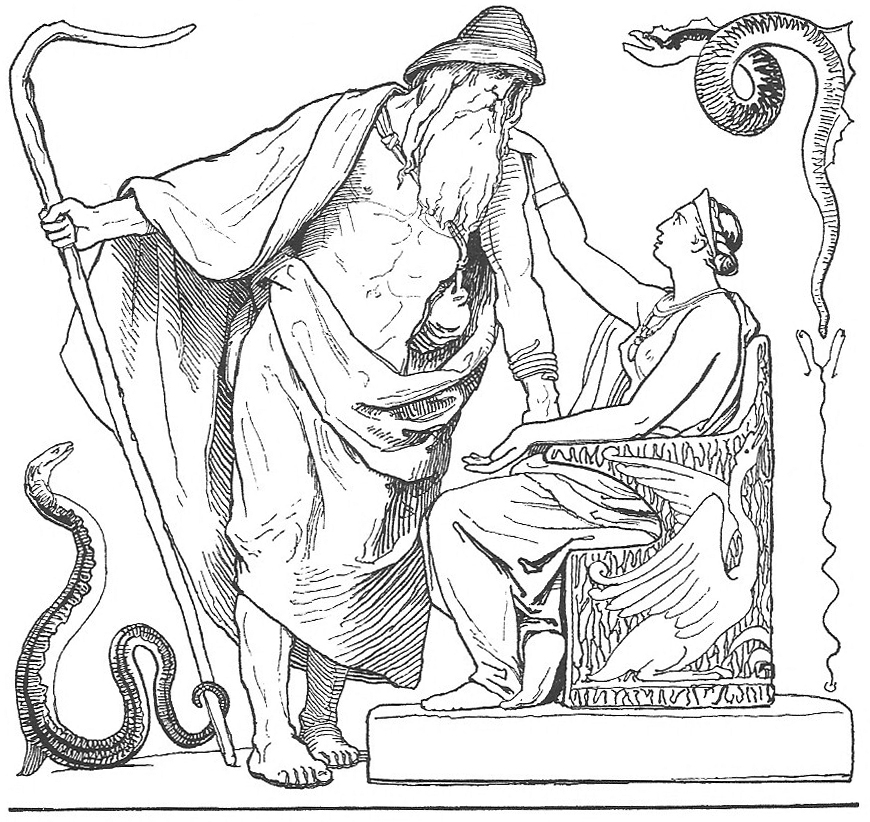
Odin en Frigg, Lorenz Frølich, 1895

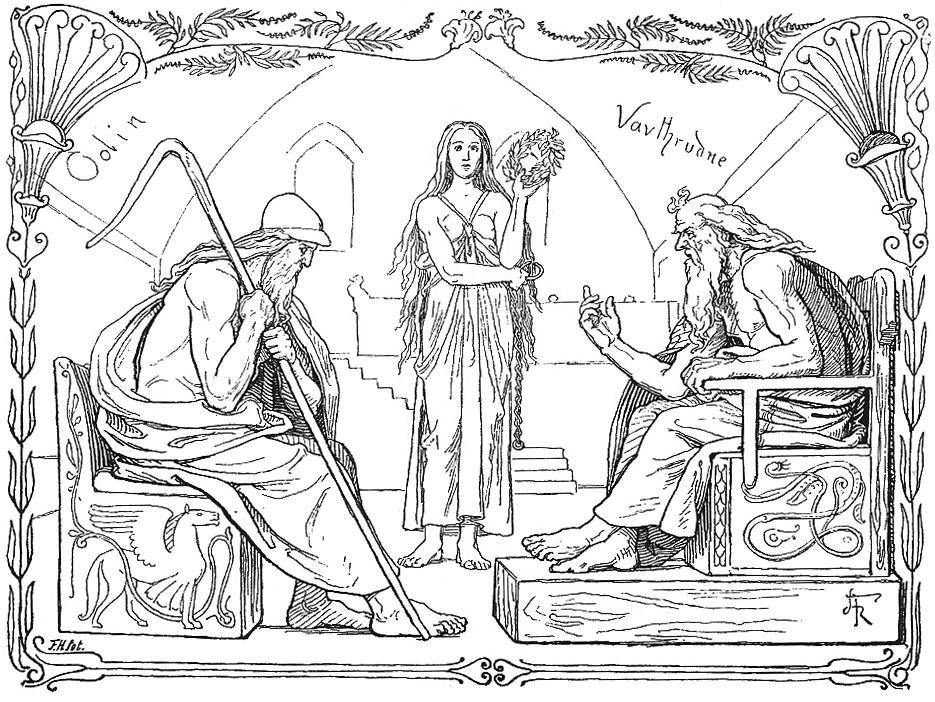
Odin en Vafþrúðnir, Lorenz Frølich, 1895

Vafþrúðnismál (het lied van de illusie) is in de Edda het Lied van Vafþrúðnir. Dat is de wijze reus (een van de Jötun), die sterk is in het weven of in het opgeven van moeilijk te ontwarren raadsels. Odin wil zich met deze reus meten, wat zijn vrouw Frigg hem sterk ontraadt.
Stanza 1 Odin:
Geef mij nu raad, Frigg,
te reizen begeer ik
naar Vafþrúðnirs woning.
Mij komt het verlangen
met de kundige reus
mij in wijsheid te meten.
Odin stelt zich voor als Ganrád (waardevolle raad) en blijft staan. De reus stelt vier vragen, elk met betrekking tot een ander mythisch gegeven, zonder ogenschijnlijke samenhang. 
Welke naam heeft het ros dat iedere dag over de zonen der eeuwen trekt?
Welke naam heeft het ros dat vanuit het oosten de nacht over nuttige krachten trekt?
Hoe heet de rivier die het grondgebied van de goden en van de titanen scheidt en begrenst?
Hoe heet de vlakte waar de strijd wordt gestreden tussen Surt en de weldoende goden?
Met die eerste vragen heeft de reus zijn gast uitgetest en waardig bevonden om met hem een wedstrijd in wijsheid aan te gaan, waarbij het leven de inzet is. 
Dan vangt Odin aan met twaalf vragen. Het refrein bevat hier het systeem van telling waar bij elke stanza het telwoord zelf door stafrijm met de spreuk verbonden is. Het overwicht van Odin op de reus wordt al duidelijk door de vragen alleen, naar gebeurtenissen uit het oerverleden, en ten slotte de scheppingsmythe zelf. De reus is nu letterlijk in zijn element, want de kosmos is uit de oerreus Ymir ontstaan, en uit hem zijn alle reuzen voortgekomen als eerste levende entiteiten.
Odin gaat dan over op zaken van de godenwereld, maar de reus weet blijkbaar zelfs van de Einherjar af. Hij is immers in alle werelden geweest, en kent de hele kosmos, beweert hij trots. Daarop schakelt Odin over op een nieuwe reeks vragen en wijst met fijne ironie op zijn eigen bereisdheid. Hij brengt het onderwerp van onderzoek richting toekomst tot over de grensfase van het einde van de werelden naar de vernieuwing daarvan (Ragnarök). 
Na het noodlot van Odin zelf komt het geheim dat alleen Odin zelf bekend kan zijn aan bod, de befaamde Odinsvraag. Hierna moet de reus zich gewonnen geven, want daarop blijft hij het antwoord schuldig.
Stanza 54 Odin:
Veel heb ik gereisd,
veel heb ik gezien,
veel van goden ervaren.
Wat sprak Odin,
eer Baldr verbrandde
zelf zijn zoon in het oor?
Stanza 55 Vafþrúðnir:
Geen sterveling gist,
wat gij voor geheim
uw zoon in het oor hebt gezegd.
Met vege mond
heb ik menig woord
van oorsprong en einde verteld!
Ik mat met Odin
al mijn weten:
de wijste waart echter Gij!